# Universidad Alzahra
La Universidad Alzahra, es una institución de educación terciaria pública y femenina iraní. Ubicada en el barrio Vanak de Teherán.
Fue fundada el 1 de enero de 1964. La Universidad de Alzahra es la única universidad integral para mujeres en Irán y Oriente Medio. Su decana es Farideh Haghbin. Después de la Revolución Islámica, la universidad privada se convirtió en una universidad pública.
En la actualidad, la universidad ofrece 67 programas de grado, incluidos seis programas de doctorado. 

### Alumnas
Son alumnas destacadas de esta universidad: Negar Booban, Poopak Niktalab, Faezeh Rafsanjani, entre otras.